# Iglesia de Santa María La Mayor (Benasque)

La Iglesia Parroquial de Santa María La Mayor es la principal iglesia de la localidad de Benasque, una población de la comarca de la Ribagorza, en la provincia de Huesca en la Comunidad de Aragón en España.
Está situada en la plaza del Ayuntamiento de la citada localidad, prácticamente frente a la Casa de la Villa (Ayuntamiento) y junto a la Casa Faure, una casa histórica del municipio.
Como ocurre en muchos municipios históricos la iglesia ocupa un lugar central en la estructura del casco histórico del municipio, habiendo crecido el mismo en torno a ella.
Está catalogada como Patrimonio Cultural Aragonés con la referencia 1-INM-HUE-004-054-020.
Está dedicada a la Asunción de la virgen María y en su interior se venera la imagen de San Marcial, que es el Patrón de la Villa.
En torno a la iglesia y en el patio interior de la misma estuvo situado el cementerio de la villa hasta el siglo XIX. 

## Historia
Se trata de una iglesia que ya estaba documentada en el siglo XI. Es por tanto originalmente de estilo románico y se alza sobre una planta de cruz latina.
Conserva de aquella época la nave, cerrada con bóveda de cañón apuntada y sostenida por arcos fajones.
Ha sufrido varias reformas. En los siglos XII y XIII se reformó añadiendo elementos góticos primitivos.
También fue reformada en el siglo XVI y después de la Guerra de Sucesión en la cual resultaron destruidos el presbiterio y el cimborrio que fueron reconstruidos en estilo barroco.
Una reforma en el siglo XVII, se demolió el ábside y se construyó el crucero, cabecera y torre, tal y como se pueden observar actualmente.
En el siglo XX el templo ardió casi completamente en la noche del 6 al 7 de octubre del año 1925 en un incendio fortuito y, posteriormente, fue arrasada durante la Guerra Civil en la cual fueron arrojadas al vacío las campanas centenarias de la torre.
La campana mayor (La Marciala) estaba entre ellas y gracias al esfuerzo de los vecinos de Benasque se reemplazó por una réplica en el año 2007.

## El Templo
Tras las numerosas reformas el templo actualmente tiene elementos de diferentes estilos.
Tiene una planta de cruz latina, dividida en cuatro tramos, con crucero y cabecera recta orientada hacia el este, cuatro capillas en el lado del evangelio y tres en el de la epístola así como una capilla y dos estancias a los pies de la nave.
Sobre la portada de la iglesia encontramos un óculo decorado. En la parte superior del mismo se encuentra San Marcial con los brazos en cruz, patrono de Benasque, y en la inferior se encuentra un escudo. En el lado izquierdo encontramos un perro con cinco patas y en el derecho un hombre una cabeza que podría recordar a la de un dragón.
La torre se encuentra adosada a la iglesia y está ricamente decorada por el exterior. En la cúspide hay una pequeña figura de un crucificado que podría tratarse de San Marcial.